# Сакралізація гірничо-металургійного мистецтва
Сакралізація гірничо-металургійного мистецтва — розгляд гірничо-металургійного мистецтва як священного предмету, священного обряду, таїнства. 

## Історія сакралізації гірничо-металургійних практик
Характеризуючи перші організаційні та світоглядні чинники освоєння міді, слід зазначити, що металургійне втручання у природу матеріалів сприймалося первісною людиною як містичне, дивовижне явище. Воно було наповнене символізмом божественної сили. Архаїчні гірники відчували себе в постійному й безпосередньому контакті з потойбічним невидимим світом, який був для них не менш очевидним, ніж реальний світ. Є численні свідчення[які?] надзвичайно високої ролі факторів сакрально-магічного характеру в діяльності давніх гірників, які вказують на значний вплив служителів давніх магічних культів.
Об'єктивним підґрунтям для виникнення та поширення цих культів був значно більший (порівняно з іншою виробничою діяльністю) чинник непевності в результатах праці гірників-металургів. Ніколи не було достеменно відомо, чи виробка натрапить на рудний поклад, чи якісною виявиться руда, чи не очікує на гірника під землею обрушення покрівлі, затоплення або загазованість, чи забезпечать умови витоплення металу його ефективний вихід, чи виявиться бажаною кількість і якість металу. Імовірнісна природа явищ, з якими стикалися гірники у своїй виробничій діяльності, сприяла утвердженню містичних уявлень.
Серед характерних прикладів сакральної діяльності гірників назвемо ірраціональну традицію обов'язкового заповнення виробленого простору копалень пустою породою ; залишені в неолітичних виробках солярні знаки як звернення до містичних покровителів ; а також культ гірничих знарядь, який «допомагав» успішному веденню підземних робіт тощо. Показовими є численні культові поховання дрібних копитних тварин у гірничих виробках і на виробничих ділянках (імовірно як подяка богам за отримані багатства надр). Відома традиція поховання давніх гірників-металургів із залишеними знаряддями праці й багатою мідною рудою, що, певно, було своєрідною «візитною карткою» покійного, коли він переселявся в інший світ. Археологами реконструйовані магічні дії (побудова сакрального лабіринту траншей, застосування ворожильних кісток та ін.), які архаїчні гірники виконували задля виявлення місць закладення пошукових стовбурів.
Етноархеологи, що вивчали спосіб життя сучасних людських спільнот в умовах, наближених до первісного стану (племена Африки, Полінезії), свідчать, що виплавленню металу присвячено багато магічних ритуалів: вибір «санкціонованого духами» часу витоплення; освячення плавильного горна; поклоніння ковадлові; численні табу, яких дотримуються металург і коваль. Лише кілька чоловіків із племені володіли секретами металургійного мистецтва (за Р. Форбесом[уточнити]: «даної їм духами вогню силою перетворювати камені на метал»).
Логічно припустити, що перші гірничо-металургійні знання, які сприймалися як магічні, могли зберігатися й розвиватися найдавнішими кастами жерців, пов'язаних із гірничими спільнотами, і передавалися ними з покоління в покоління. Їхній авторитет і обрядова діяльність створювали ефективні стимули консолідації гірничої громади для ведення особливо працемістких і небезпечних підземних робіт, для численних повторів складних спроб виплавити метал (значна частина яких не давала бажаного результату).
З писемних джерел[яких?] III тис. до н. е. відомо, що гірники-металурги Шумера належали храму й управлялися безпосередньо жерцями. Така практика мала місце в Давньому Єгипті, де існував культ покровительки гірників богині Хатхор. Імовірно, проєкція подібних відносин може бути обґрунтовано розповсюджена і на більш ранній період суспільного розвитку. Фактори сакрального світогляду первісної людини та консолідуючу роль служителів давніх культів слід розглядати як частину необхідних умов для започаткування металургійної діяльності.

## Історичні приклади сакралізації надр
Плутарх у хроніці завоювань Олександра Македонського (IV ст. до н.д.) описав, як воїни цього полководця вперше побачили в Прикаспії нафту. Це була, за словами літописця, густа й жирна рідина. Коли вичерпали поверхневий шар, із джерела забив світлий і чистий струмінь, що ні за смаком, ні за запахом не відрізнявся від оливкової олії. У цьому «диві» Олександр Македонський побачив знак, отриманий ним від вищих сил. Ця легенда – історичний приклад сакралізації надр і їх дарів у давні часи.